# Calumma fallax
Espèce
Synonymes
- Chamaeleon fallax Mocquard, 1900

Statut de conservation UICN

 DD  : Données insuffisantes
Statut CITES
Calumma fallax est une espèce de sauriens de la famille des Chamaeleonidae.

## Répartition
Cette espèce est endémique de l'Est de Madagascar.
Ce petit caméléon habite principalement les forêts du plateau central et celles de l'est de l'île.

## Description
Les mâles peuvent atteindre une taille adulte de 115 mm, tandis que les femelles sont légèrement plus petites.

## Publication originale
- Mocquard, 1900 : Diagnose d'espéces nouvelles de Reptiles de Madagascar. Bulletin du Muséum national d'Histoire naturelle, Paris, vol. 6, p. 345-348 (texte intégral).